# Manota taedia
Manota taedia är en tvåvingeart som beskrevs av Loïc Matile 1993. Manota taedia ingår i släktet Manota och familjen svampmyggor.
Artens utbredningsområde är Nya Kaledonien. Inga underarter finns listade i Catalogue of Life.